# Georgi Alexandrowitsch Muschel
Georgi Alexandrowitsch Muschel (russisch Георгий Александрович Мушель, wiss. Transliteration Georgij Aleksandrovič Mušel'; * 16.jul. / 29. Juli 1909greg. in Tambow, Russisches Kaiserreich; † 25. Dezember 1989 in Taschkent, Usbekische SSR) war ein russischer Komponist.

## Leben
Muschel studierte von 1930 bis 1936 am Moskauer Konservatorium Klavier bei Lew Oborin sowie Komposition bei Anatoli Alexandrow, Nikolai Mjaskowski und Michail Gnessin. Danach übersiedelte er nach Taschkent, wo er am 1936 gegründeten Staatlichen Konservatorium Usbekistans unterrichtete. Er zählte zu den Wegbereitern der klassischen Musik in Usbekistan.
Er komponierte
3 Werke für die Bühne,
4 Ballette,
3 Symphonien,
19 weitere Werke für Symphonieorchester,
8 Instrumentalkonzerte für Orchester, davon 7 für Klavier und eines für Geige,
31 Musikwerke für Klavierensemble,
7 Werke für Orgel,
34 Stücke instrumentaler Kammermusik,
14 Werke für Klavierensemble,
15 Vokalwerke,
3 Chorwerke,
3 Filmmusiken und
6 Stücke Unterhaltungsmusik.